# Tbilisi, I Love You
Série Cities of Love
Rio, I Love You
(2014) Berlin, I Love You
(2019)
Pour plus de détails, voir Fiche technique et Distribution.
Tbilisi, I Love You (en géorgien : თბილისი, მიყვარხარ ; Tbilissi, miq'varkhar) est un film d'anthologie de 2014 mettant en vedette un ensemble d'acteurs de diverses nationalités et faisant partie de la franchise Cities Of Love d'Emmanuel Benbihy qui a débuté avec Paris, je t'aime et New York, I Love You.

## Synopsis
Le film consiste en une série de dix courts métrages écrits et réalisés par des natifs de Géorgie et aborde un récit personnel sur la capitale de la république. Malcolm McDowell et Ron Perlman sont tous deux présents dans la distribution. La scénette de McDowell est centrée sur un acteur qui accepte à contrecœur un tournage d'un mois à Tbilissi et développe une histoire d'amour avec la ville. Le court métrage de Perlman le présente comme un motocycliste américain anonyme qui traverse les régions reculées de Tbilissi avec une femme nommée Freedom.

## Fiche technique
- Titre original : Tbilisi, I Love You
- Réalisation : Nika Agiashvili (en), Irakli Chkhikvadze, Levan Glonti, Alexander Kviria, Tako Shavgulidze, Kote Takaishvili et Levan Tutberidze (hy)
- Scénario : Nika Agiashvili (en), Irakli Chkhikvadze, Levan Glonti, Sandro Kakulia, Archil Kikodze, Alexander Kviria, Tako Shavgulidze, Kote Takaishvili, Emmanuel Benbihy (concept)
- Photographie :
- Montage :
- Musique : Niaz Diasamidze
- Pays de production : Géorgie
- Langues originales : géorgien, anglais
- Format : couleur
- Genre :
- Durée : 93 minutes
- Dates de sortie :
  - Géorgie : 20 février 2014

## Distribution
- Malcolm McDowell : M. M
- Ron Perlman : cavalier sans nom
- George Finn : Sandro
- Sarah Dumont : Freedom
- Nutsa Kukhianidze : Nana
- Lia Abuladze :
- Nodar Andguladze : Bouncer
- Nino Aroshidze : Lady in cafe
- Kitsi Bakhtadze : Nutsa's Daughter
- Sergi Bakhtadze : Kid
- Niko Chachava :
- David Chitia : Priest
- Tako Chkeidze : Lady in cafe
- Dodo Chkheidze :
- Nutsa Chkuaseli : Nutsa
- Tinatin Dalakishvili : Nini